# Ryzen
Ryzen (/ˈraɪzən/ RY-zən) és una marca de microprocessadors multinucli x86-64 dissenyats i comercialitzats per AMD per a plataformes d'escriptori, mòbils, servidors i incrustades basades en la microarquitectura Zen. Consisteix en unitats de processament central (CPU) comercialitzades per a segments principals, entusiastes, servidors i estacions de treball i unitats de processament accelerat (APU) comercialitzades per a segments principals i de nivell d'entrada i aplicacions de sistemes integrats.
La majoria dels productes Ryzen de consum d'AMD utilitzen la plataforma Socket AM4. L'agost de 2017, AMD va llançar la seva línia Ryzen Threadripper dirigida al mercat d'estacions de treball entusiastes. AMD Ryzen Threadripper utilitza els sòcols TR4, sTRX4 i sWRX8 més grans, que admeten canals de memòria addicionals i carrils PCI Express. AMD s'ha traslladat a la nova plataforma Socket AM5 per a l'escriptori de consum Ryzen amb el llançament dels productes Zen 4 a finals de 2022.

## Història
AMD va anunciar una nova sèrie de processadors el 13 de desembre de 2016, anomenada "Ryzen", i els va lliurar el primer trimestre de 2017, la primera de diverses generacions. La sèrie 1000 comptava amb fins a vuit nuclis i 16 fils, amb un augment d'instruccions per cicle (IPC) del +52% respecte als seus productes de CPU anteriors.
La segona generació de processadors Ryzen, la sèrie Ryzen 2000, llançada l'abril de 2018, presentava la microarquitectura Zen+. El rendiment agregat va augmentar +10% (del qual aproximadament +3% era IPC i +6% de freqüència de rellotge). El més important, Zen+ va arreglar la memòria cau i les latències de memòria que havien estat els principals punts febles.
La tercera generació de processadors Ryzen es va llançar el 7 de juliol de 2019, basada en l'arquitectura Zen 2 d'AMD, amb millores de disseny significatives amb un augment mitjà de l'IPC del +15%, una duplicació de la capacitat de punt flotant a una ruta de dades d'execució completa de 256 bits d'ample de la mateixa manera que Haswell d'Intel va llançar el 2014, un canvi a un disseny de paquets basat en "chiplet" d'estil MCM i una reducció més al procés de fabricació de 7 nm de Taiwan Semiconductor Manufacturing Company (TSMC).

## Microarquitectura
Ryzen és la implementació a nivell de consumidor de la nova microarquitectura Zen, un redisseny complet que va marcar el retorn d'AMD al mercat de CPU de gamma alta, oferint una pila de productes capaç de competir amb Intel a tots els nivells. Tenint més nuclis de processament, els processadors Ryzen ofereixen un major rendiment multifil al mateix preu en relació amb els processadors Core d'Intel. L'arquitectura Zen ofereix una millora de més del +52% en instruccions per cicle (rellotge) respecte al nucli Bulldozer AMD de la generació anterior, sense augmentar l'ús d'energia. Els canvis al conjunt d'instruccions també el fan compatible binari amb el Broadwell d'Intel, suavitzant la transició per als usuaris.

## CPUs
| Marca                   | Model     | Micro-arquitectura | Nombre de nuclis     | Nombre de nuclis     | Freqüència de rellotge (GHz) | Freqüència de rellotge (GHz) | Freqüència de rellotge (GHz) |
| Marca                   | Model     | Micro-arquitectura | Nº. de nuclis físics | Nº. de nuclis lògics | Base                         | Boost                        | XFR                          |
| ----------------------- | --------- | ------------------ | -------------------- | -------------------- | ---------------------------- | ---------------------------- | ---------------------------- |
| Ryzen 9 7000            | 7950X     | Zen 4              | 16                   | 32                   | 4.5                          | 5.7                          |                              |
| Ryzen 9 7000            | 7900X     | Zen 4              | 12                   | 24                   | 4.7                          | 5.6                          |                              |
| Ryzen 9 7000            | 7900      | Zen 4              | 12                   | 24                   | 3.7                          | 5.4                          |                              |
| Ryzen 7 7000            | 7700X     | Zen 4              | 8                    | 16                   | 4.5                          | 5.4                          |                              |
| Ryzen 7 7000            | 7700      | Zen 4              | 8                    | 16                   | 3.8                          | 5.3                          |                              |
| Ryzen 5 7000            | 7600X     | Zen 4              | 6                    | 12                   | 4.7                          | 5.3                          |                              |
| Ryzen 5 7000            | 7600      | Zen 4              | 6                    | 12                   | 3.8                          | 5.1                          |                              |
| Ryzen 9 5000            | 5950X     | Zen 3              | 16                   | 32                   | 3.4                          | 4.9                          |                              |
| Ryzen 9 5000            | 5900X     | Zen 3              | 12                   | 24                   | 3.7                          | 4.8                          |                              |
| Ryzen 7 5000            | 5800X     | Zen 3              | 8                    | 16                   | 3.8                          | 4.7                          |                              |
| Ryzen 7 5000            | 5800X3D   | Zen 3              | 8                    | 16                   | 3.4                          | 4.5                          |                              |
| Ryzen 7 5000            | 5700X     | Zen 3              | 8                    | 16                   | 3.4                          | 4.6                          |                              |
| Ryzen 5 5000            | 5600X     | Zen 3              | 6                    | 12                   | 3.7                          | 4.6                          |                              |
| Ryzen 5 5000            | 5600      | Zen 3              | 6                    | 12                   | 3.5                          | 4.4                          |                              |
| Ryzen 5 5000            | 5500      | Zen 3              | 6                    | 12                   | 3.6                          | 4.2                          |                              |
| Ryzen Threadripper 3000 | 3990X     | Zen 2              | 64                   | 128                  | 2.9                          | 4.3                          |                              |
| Ryzen Threadripper 3000 | 3970X     | Zen 2              | 32                   | 64                   | 3.7                          | 4.5                          |                              |
| Ryzen Threadripper 3000 | 3960X     | Zen 2              | 24                   | 48                   | 3.8                          | 4.5                          |                              |
| Ryzen 9 3000            | 3950X     | Zen 2              | 16                   | 32                   | 3.5                          | 4.7                          |                              |
| Ryzen 9 3000            | 3900X     | Zen 2              | 12                   | 24                   | 3.8                          | 4.6                          |                              |
| Ryzen 7 3000            | 3800X     | Zen 2              | 8                    | 16                   | 3.9                          | 4.5                          |                              |
| Ryzen 7 3000            | 3700X     | Zen 2              | 8                    | 16                   | 3.6                          | 4.4                          |                              |
| Ryzen 5 3000            | 3600X     | Zen 2              | 6                    | 12                   | 3.8                          | 4.4                          |                              |
| Ryzen 5 3000            | 3600      | Zen 2              | 6                    | 12                   | 3.6                          | 4.2                          |                              |
| Ryzen 5 3000            | 3500X     | Zen 2              | 6                    | 6                    | 3.6                          | 4.1                          |                              |
| Ryzen 3 3000            | 3300X     | Zen 2              | 4                    | 8                    | 3.8                          | 4.3                          |                              |
| Ryzen 3 3000            | 3100      | Zen 2              | 4                    | 8                    | 3.6                          | 3.9                          |                              |
| Ryzen Threadripper 2000 | 2990WX    | Zen+               | 32                   | 64                   | 3.0                          | 4.2                          |                              |
| Ryzen Threadripper 2000 | 2970WX    | Zen+               | 24                   | 48                   | 3.0                          | 4.2                          |                              |
| Ryzen Threadripper 2000 | 2950X     | Zen+               | 16                   | 32                   | 3.5                          | 4.4                          |                              |
| Ryzen Threadripper 2000 | 2920X     | Zen+               | 12                   | 24                   | 3.5                          | 4.3                          |                              |
| Ryzen 7 2000 ·          | 2700X     | Zen+               | 8                    | 16                   | 3.7                          | 4.35                         |                              |
| Ryzen 7 2000 ·          | Pro 2700X | Zen+               | 8                    | 16                   | 3.6                          | 4.1                          |                              |
| Ryzen 7 2000 ·          | 2700      | Zen+               | 8                    | 16                   | 3.2                          | 4.1                          |                              |
| Ryzen 7 2000 ·          | 2700E     | Zen+               | 8                    | 16                   | 2.8                          | 4.0                          |                              |
| Ryzen 5 2000            | 2600X     | Zen+               | 6                    | 12                   | 3.6                          | 4.25                         |                              |
| Ryzen 5 2000            | 2600      | Zen+               | 6                    | 12                   | 3.4                          | 3.9                          |                              |
| Ryzen 5 2000            | 2600E     | Zen+               | 6                    | 12                   | 3.1                          | 4.0                          |                              |
| Ryzen 5 2000            | 2500X     | Zen+               | 4                    | 8                    | 3.6                          | 4.0                          |                              |
| Ryzen 3 2000            | 2300X     | Zen+               | 4                    | 4                    | 3.5                          | 4.0                          |                              |
| Ryzen Threadripper      | 1950X     | Zen                | 16                   | 32                   | 3.4                          | 4.0                          | 4.2                          |
| Ryzen Threadripper      | 1920X     | Zen                | 12                   | 24                   | 3.5                          | 4.0                          | 4.2                          |
| Ryzen Threadripper      | 1900X     | Zen                | 8                    | 16                   | 3.8                          | 4.0                          | 4.2                          |
| Ryzen 7                 | 1800X     | Zen                | 8                    | 16                   | 3.6                          | 3.70, 4.0                    | 4.10                         |
| Ryzen 7                 | 1700X     | Zen                | 8                    | 16                   | 3.4                          | 3.50, 3.8                    | 3.90                         |
| Ryzen 7                 | 1700      | Zen                | 8                    | 16                   | 3.0                          | 3.2, 3.7                     | 3.75                         |
| Ryzen 5                 | 1600X     | Zen                | 6                    | 12                   | 3.6                          | 3.70, 4.0                    | 4.1                          |
| Ryzen 5                 | 1600      | Zen                | 6                    | 12                   | 3.2                          | 3.4, 3.6                     | 3.7                          |
| Ryzen 5                 | 1500X     | Zen                | 4                    | 8                    | 3.5                          | ?, 3.7                       | 3.9                          |
| Ryzen 5                 | 1400      | Zen                | 4                    | 8                    | 3.2                          | ?, 3.4                       | 3.45                         |
| Ryzen 3                 | 1300X     | Zen                | 4                    | 4                    | 3.5                          | 3.7                          |                              |
| Ryzen 3                 | 1200      | Zen                | 4                    | 4                    | 3.1                          | 3.4                          |                              |